# 深圳喜德盛自行车队
深圳喜德盛自行车队（UCI隊碼：XDS），是一支中国公路自行车队，在国际自行车联盟级別中属亞洲洲际车队。

## 队员名单

### 2021年
|      | 車手   | 出生日期               |
| ---- | ------ | ---------------------- |
| 中国 | 安昊   | 2002年10月12日（18歲） |
| 中国 | 常振   | 2002年5月18日（18歲）  |
| 中国 | 陈利斌 | 1986年10月7日（34歲）  |
| 中国 | 黄文博 | 1998年9月27日（22歲）  |
| 中国 | 孔令荘 | 2000年7月25日（20歲）  |
| 中国 | 李言泽 | 2001年9月27日（19歲）  |
| 中国 | 刘浩   | 1988年11月7日（32歲）  |
| 中国 | 吕铮   | 2002年2月14日（18歲）  |

|      | 車手   | 出生日期               |
| ---- | ------ | ---------------------- |
| 中国 | 马宇轩 | 2000年1月2日（20歲）   |
| 中国 | 孟书德 | 2001年10月4日（19歲）  |
| 中国 | 孙长胜 | 2002年11月30日（18歲） |
| 中国 | 王俊楠 | 2000年1月6日（20歲）   |
| 中国 | 魏祎博 | 2002年7月14日（18歲）  |
| 中国 | 辛勇   | 2002年4月14日（18歲）  |
| 中国 | 殷小磊 | 1997年2月23日（23歲）  |
| 中国 | 于泽   | 2000年4月17日（20歲）  |

### 2020年
|      | 車手   | 出生日期              |
| ---- | ------ | --------------------- |
| 中国 | 陈利斌 | 1986年10月7日（33歲） |
| 中国 | 黄文博 | 1998年9月27日（21歲） |
| 中国 | 李言泽 | 2001年9月27日（18歲） |
| 中国 | 刘浩   | 1988年11月7日（31歲） |
| 中国 | 马宇轩 | 2000年1月2日（19歲）  |

|      | 車手   | 出生日期              |
| ---- | ------ | --------------------- |
| 中国 | 孟书德 | 2001年10月4日（18歲） |
| 中国 | 王俊楠 | 2000年1月6日（19歲）  |
| 中国 | 殷小磊 | 1997年2月23日（22歲） |
| 中国 | 于鑫雨 | 2000年9月30日（19歲） |
| 中国 | 于泽   | 2000年4月17日（19歲） |

### 2019年
|            | 車手              | 出生日期               |
| ---------- | ----------------- | ---------------------- |
| 哈萨克斯坦 | 伊利亚·大卫德诺克 | 1992年4月19日（26歲）  |
| 哈萨克斯坦 | 阿图尔·费多塞耶夫 | 1994年1月29日（24歲）  |
| 中国       | 黄文博            | 1998年9月27日（20歲）  |
| 乌克兰     | 米哈伊洛·科楠连科 | 1987年10月30日（31歲） |
| 乌克兰     | 安德烈·库里克     | 1989年8月30日（29歲）  |
| 中国       | 刘浩              | 1988年11月7日（30歲）  |

|      | 車手   | 出生日期              |
| ---- | ------ | --------------------- |
| 中国 | 马宇轩 | 2000年1月2日（18歲）  |
| 中国 | 聂思成 | 1996年1月6日（22歲）  |
| 中国 | 王俊楠 | 2000年1月6日（18歲）  |
| 中国 | 殷小磊 | 1997年2月23日（21歲） |
| 中国 | 于泽   | 2000年4月17日（18歲） |

- 费多塞耶夫及马宇轩于2019年6月1日起加入。
- 王礼朕于2019年6月转往捷安特自行车队。
- 李戴厚于2019年8月转往宁夏体彩Livall高士特自行车队。

### 2018年
|            | 車手              | 出生日期               |
| ---------- | ----------------- | ---------------------- |
| 中国       | 陈宇键            | 1993年6月3日（24歲）   |
| 哈萨克斯坦 | 伊利亚·大卫德诺克 | 1992年4月19日（25歲）  |
| 匈牙利     | 左尔特·德尔       | 1983年3月25日（34歲）  |
| 哈萨克斯坦 | 阿图尔·费多塞耶夫 | 1994年1月29日（23歲）  |
| 中国       | 侯伟杰            | 1996年2月8日（21歲）   |
| 乌克兰     | 米哈伊洛·科楠连科 | 1987年10月30日（30歲） |
| 乌克兰     | 安德烈·库里克     | 1989年8月30日（28歲）  |

|        | 車手            | 出生日期              |
| ------ | --------------- | --------------------- |
| 中国   | 李戴厚          | 1996年3月6日（21歲）  |
| 中国   | 李帅            | 1996年6月21日（21歲） |
| 中国   | 聂思成          | 1996年1月6日（21歲）  |
| 中国   | 王礼朕          | 1999年3月9日（18歲）  |
| 中国   | 王亚东          | 1994年11月1日（23歲） |
| 俄罗斯 | 艾烏克里·索托夫 | 1994年8月20日（23歲） |

- 阿克拉俊·阿克帕洛夫于2018年6月退出。
- 大卫德诺克、费多塞耶夫、侯伟杰、科楠连科及库里克于2018年6月29日起加入。
- 谷丙成于2018年8月转往捷安特自行车队。

### 2017年
|              | 車手                | 出生日期               |
| ------------ | ------------------- | ---------------------- |
| 乌兹别克斯坦 | 阿克拉俊·阿克帕洛夫 | 1990年12月28日（26歲） |
| 中国         | 曹业伟              | 1995年9月16日（21歲）  |
| 乌兹别克斯坦 | 鲁斯兰·费德洛夫     | 1993年11月9日（23歲）  |
| 乌兹别克斯坦 | 安德烈·伊兹迈洛夫   | 1997年6月5日（19歲）   |
| 俄罗斯       | 伊凡·哈林           | 1993年8月7日（23歲）   |
| 中国         | 李鲁豪              | 1999年8月10日（17歲）  |
| 中国         | 李一凡              | 1997年6月24日（19歲）  |

|              | 車手                | 出生日期               |
| ------------ | ------------------- | ---------------------- |
| 乌兹别克斯坦 | 多斯通贝克·奥拉莫夫 | 1997年10月10日（19歲） |
| 中国         | 秦坤                | 1995年11月5日（21歲）  |
| 中国         | 沙晟                | 1998年4月26日（18歲）  |
| 乌兹别克斯坦 | 阿克拉姆·苏纳托夫   | 1996年11月26日（20歲） |
| 中国         | 王晓冬              | 1996年6月1日（20歲）   |
| 中国         | 王亚东              | 1994年11月1日（22歲）  |
| 中国         | 殷小磊              | 1997年2月23日（19歲）  |

- 刘烁、刘志超、谢尔盖·梅德韦杰夫及闵百如于2017年7月退出。
- 曹业伟、杰克洪吉尔·达穆恩夫、秦坤、王晓冬及殷小磊于2017年7月12日起加入。
- 穆拉德堅·哈姆拉托夫、李山及孙正帅于2017年10月退出。

## 主要胜出赛事
2018年
环福州自行车赛总成绩（伊利亚·大卫德诺克）
第4赛段（米哈伊洛·科楠连科）
2019年
环中国自行车赛（一）第6赛段（米哈伊洛·科楠连科）
环泉州湾自行车赛（一）第1赛段（米哈伊洛·科楠连科）
环福州自行车赛总成绩（阿图尔·费多塞耶夫）
第1赛段（伊利亚·大卫德诺克）

## 全国锦标赛冠军
2012年
 全国公路自行车锦标赛个人计时赛（穆拉德堅·哈姆拉托夫）
2014年
 全国公路自行车锦标赛个人U23计时赛（丹尼斯·萨亚曼诺夫）
2015年
 全国公路自行车锦标赛个人U23公路赛（阿克拉姆·苏纳托夫）
 全国公路自行车锦标赛个人U23计时赛（阿克拉姆·苏纳托夫）
2016年
 全国公路自行车锦标赛个人计时赛（穆拉德堅·哈姆拉托夫）
2017年
 全国公路自行车锦标赛个人计时赛（穆拉德堅·哈姆拉托夫）
2019年
 全国公路自行车锦标赛个人公路赛（安德烈·库里克）